# Gunnar Kvaran
Gunnar Kvaran (Seltjarnarnes, 16 gennaio 1944) è un violoncellista islandese.

## Biografia
È figlio dell'attore Ævar Kvaran. Iniziò lo studio del violoncello all'età di dodici anni con Einar Vigfússon per proseguire dal 1964 con Erling Blöndal Bengtsson all'Accademia Reale Danese di Musica (Det Kgl. Danske Musikkonservatorium) di Copenaghen.
Studiò in seguito anche con René Flachot a Parigi e a Basilea.
Attualmente insegna presso l'Accademia islandese delle Arti (Listaháskóli Íslands).